# Arisaema zhui
Arisaema zhui är en kallaväxtart som beskrevs av Hen Li. Arisaema zhui ingår i släktet Arisaema och familjen kallaväxter. Inga underarter finns listade.